# Robert Butler (réalisateur)
Pour les articles homonymes, voir Robert Butler et Butler.
Robert Butler est un réalisateur et producteur américain né le 16 novembre 1927 à Los Angeles, Californie (États-Unis) et mort dans la même ville le 3 novembre 2023.
Avec sa mort, Ralph Senensky devient le dernier réalisateur vivant à avoir réalisé un épisode de Star Trek (1966),.

## Filmographie

### Réalisateur

#### Cinéma
- 1969 : L'Ordinateur en folie (The Computer Wore Tennis Shoes)
- 1971 : Un singulier directeur (The Barefoot Executive)
- 1971 : Scandalous John
- 1972 : Pas vu, pas pris (Now You See Him, Now You Don't)
- 1974 : Haute Tension (The Ultimate Thrill)
- 1978 : Tête brûlée et pied tendre (Hot Lead and Cold Feet)
- 1980 : Fort Bronx (Night of the Juggler)
- 1981 : Underground Aces (en)
- 1997 : Turbulences à 30 000 pieds (Turbulence)

#### Télévision
- 1959 : Dobie Gillis (The Many Loves of Dobie Gillis) (série)
- 1960 : Insight (série)
- 1961 : Les Accusés (The Defenders) (série)
- 1961 : The Dick Powell Show (en) (série)
- 1961 : Le Jeune Docteur Kildare (Dr. Kildare) (série)
- 1963 : The Lieutenant (en) (série)
- 1964 : La Quatrième Dimension (série) : épisodes César et moi et La Rencontre
- 1965 : Kilroy (série)
- 1965 : Les Espions (série)
- 1966 : Blue Light (en) (série)
- 1966 : Batman (Batman) (série)
- 1966 : Brigade criminelle (Felony Squad) (série)
- 1966 : Star Trek: The Cage
- 1967 : Cimarron (Cimarron Strip) (série)
- 1967-1972 : Gunsmoke (série)
- 1968 : L'Homme de fer (série)
- 1968 : Hawaii Five-O (série)
- 1969 : Then Came Bronson (en) (série)
- 1971 : Death Takes a Holiday (en)
- 1972 : La Famille des collines (The Waltons) (série)
- 1972 : Kung Fu (série)
- 1973 : Columbo : Double Choc (Double Shock) (série)
- 1973 : The Blue Knight (en)
- 1974 : Columbo : Édition tragique (Publish or Perish) (Série)
- 1975 : Black Bart
- 1975 : Strange New World (en)
- 1975 : The Blue Knight (en) (série)
- 1976 : Dark Victory
- 1976 : Panique en plein ciel (en) (Mayday at 40,000 Feet!)
- 1977 : In the Glitter Palace
- 1978 : A Question of Guilt
- 1978 : Lacy and the Mississippi Queen (es)
- 1984 : Les Branchés du bahut (en) (Up the Creek)
- 1984 : Concrete Beat
- 1985 : Clair de lune (Moonlighting)
- 1985 : Our Family Honor (en)
- 1986 : Long Time Gone
- 1987 : Out on a Limb
- 1988 : Out of Time (en)
- 1991 : Les Sœurs Reed (Sisters) (série)
- 1993 : Les Anges de la ville (Sirens) (série)
- 1994 : White Mile (en)
- 1998 : Glory, Glory
- 1999 : St. Michael's Crossing (série)
- 2001 : Division d'élite (The Division) (série)

### Producteur

#### Télévision
- 1975 : Black Bart
- 1988 : Out of Time (en)
- 1991 : Les Sœurs Reed (Sisters) (série)
- 1998 : Glory, Glory